# Зелёногаевский сельский совет (Весёловский район)
Зелёногаевский сельский совет (укр. Зеленогаївська сільська рада) — входит в состав
Весёловского района
Запорожской области
Украины.
Административный центр сельского совета находится в 
с. Зелёный Гай.

## История
- 1926 — дата образования.

## Населённые пункты совета
- с. Зелёный Гай
- с. Зелёный Луг
- с. Красавич